# خوجة قورغان
خوجة قورغان هي بلدة في مقاطعة كاسان في ولاية قشقداريا في أوزبكستان.